# Marina Waisman
Marina Kitroser (Buenos Aires, 1920 - Río Cuarto, 1997) fue una arquitecta argentina, que recibió el Premio América. Se la conoce como Marina Waisman que era su apellido de casada.

## Trayectoria
Se graduó como arquitecta en la Universidad Nacional de Córdoba (Argentina) en 1944. Fue profesora de la misma Universidad entre 1948, cuando se creó la primera Cátedra de Arquitectura Contemporánea hasta 1971. Entre 1956 y 1959 dio clases en Tucumán junto a Enrico Tedeschi y Francisco Bullrich, creando el IIDEHA (Instituto Interuniversitario de Historia de Arquitectura).
Renuncia a la asesoría municipal, cuando pese a su firme oposición se decide demoler la casona del pintor Emiliano Gómez Clara, ubicada donde hoy se encuentra la Plaza de la Intendencia de Córdoba, en 1970.
En 1974 se incorporó a la Facultad de Arquitectura de la Universidad Católica de Córdoba donde formó el Instituto de Historia y Preservación del Patrimonio (hoy denominado Instituto Marina Waisman).
Desarrolló una intensa actividad en los SAL (Seminarios de Arquitectura Latinoamericana) que se iniciaron en 1985 en Buenos Aires. También participó como Jurado en la Bienal Panamericana de Arquitectura de Quito, en 1982.
Fue galardonada con el Premio América en 1987 por su incansable labor crítica y trascendental aporte a la arquitectura latinoamericana.
En 1980 se ocupa junto con Freddy Guidi y Teresa Sassi de la recuperación y restauración del Museo Municipal José Malanca (hoy Centro Cultural España Córdoba). 
En 1991 es designada como profesora emérita de la Universidad Nacional de Córdoba.
En 1992 vuelve a la Universidad Nacional de Córdoba, dictando las Cátedras de Problemática de la Modernidad en América Latina y Problemática de la Postmodernidad en América Latina. Crea allí el Centro para la Formación de Investigadores en Historia, Teoría y Crítica de la Arquitectura, hoy llamado Centro Marina Waisman.
Fue miembro de la Academia Nacional de Bellas Artes de la Argentina.
Participó como Directora en la ejecución de obras de Restauración, como el Comedor y Salón de Profundis del Convento de San Francisco, en la ciudad de Córdoba, Argentina, entre los años 1993 a 1996, con la colaboración en la Dirección Técnica de los Arqs. Gustavo Ceballos y Freddy Guidi. Con base en un convenio en el que participaron la Provincia de Córdoba, la Municipalidad de la Ciudad de Córdoba, el Instituto de Historia y Preservación del Patrimonio de la Universidad Católica de Córdoba, basándose en los estudios históricos y de relevamiento realizados con el aporte de la Paul Getty Foundation. Conjuntamente con el Arq. Gustavo ceballos quien realizó los estudios históricos, los primeros cateos de Arqueología Urbana y relevamiento. También trabajó bajo la misma condición (directora) para la Restauración y Puesta en valor de los "Puentes Históricos" sobre el Río Suquía, con la Dirección Técnica de los Arqts. Gustavo Ceballos y Freddy Guidi; mediante convenio entre la Municipalidad de la Ciudad de Córdoba, Argentina y el Instituto de Historia y preservación de la Universidad Católica de Córdoba, entre los años 1995 a 1996.
Fue consultora de numerosas obras que se realizaban sobre edificios de alto valor patrimonial de la ciudad, como el Palacio Ferreyra, el Museo Caraffa, y la denominación de ciertos parajes en la Provincia de Córdoba, Argentina, donde se habían cometido serios errores históricos, como la Iglesia de Candonga, y otras postas de carretas adjudicadas a los miembros de la comunidad Jesuita, cuando en realidad habían sido obra de particulares; todos con el apoyo de su colega el arquitecto Gustavo Ceballos.

## Publicaciones
En 1970 comienza a colaborar con la revista Summa de Buenos Aires y dirige a partir de 1976 Summarios.
Su primer libro es La estructura histórica del entorno (1972), una interpretación desde la cultura latinoamericana del libro Teorie e Storie dell'architettura, de Manfredo Tafuri.
Junto a César Naselli, escribe el libro 10 Arquitectos Latinoamericanos en 1989.
En 1993 publica El interior de la historia. Historiografía arquitectónica para uso de latinoamericanos, donde plantea la necesidad de manejar instrumentos propios para la crítica de la realidad en Latinoamérica.
En su libro La arquitectura descentrada (1995) analiza el mundo fragmentado de fines del siglo XX.
Coordina junto al arquitecto Gustavo Ceballos y la arquitecta Juana Bustamante la Guía de Arquitectura de Córdoba, editada por la Junta de Andalucía, en 1996. Surgida de un convenio entre la Secretaría de Desarrollo Urbano de la Municipalidad de la Ciudad de Córdoba, y el Instituto de Historia y Preservación del Patrimonio de la Universidad Católica de Córdoba, Argentina. Fue preparada en base a los estudios históricos a cargo del Arq. Gustavo Ceballos, y el trabajo de Campo de la Arqta. Juana Bustamante. fue presentada en la Ciudad de Córdoba, Argentina, en marzo de 1997, después de algunos días del fallecimiento de la Arqta. Marina Waisman.
Escribió la columna de opinión "Post Scriptum" en la revista de Arquitectura Summa+ desde su primera edición en 1993 hasta el número 23 de 1997. En la edición siguiente Silvia Arango, César Naselli, Ruth Verde Zein, Julio Cacciatore, Enrique Browne y Cristian Fernández, Josep María Montaner y Lala Méndez Mosquera escribieron textos en homenaje a Marina Waisman. Posteriormente, por decisión de Fernando Diez, Secretario de Redacción de la revista, se mantuvo la columna con textos de críticos invitados.
Sus artículos se encuentran además en publicaciones de Alemania, Brasil, Chile, Cuba, Estados Unidos, España, Francia, Italia, Japón y Suecia. En ellos realiza una mirada a los debates generados en torno a la transición de la arquitectura moderna hacia la postmodernidad. Gracias a la intensa carrera académica y editorial que mantuvo, contaron con un alto grado de difusión a nivel iberoamericano.
La importancia de su obra ha sido reconocida por numerosos autores, entre ellos Josep Maria Montaner en su libro Arquitectura y Crítica en América Latina y Ruth Verde Zein en O lugar da crítica, Ensaios oportunos de arquitetura.